# Anti runa

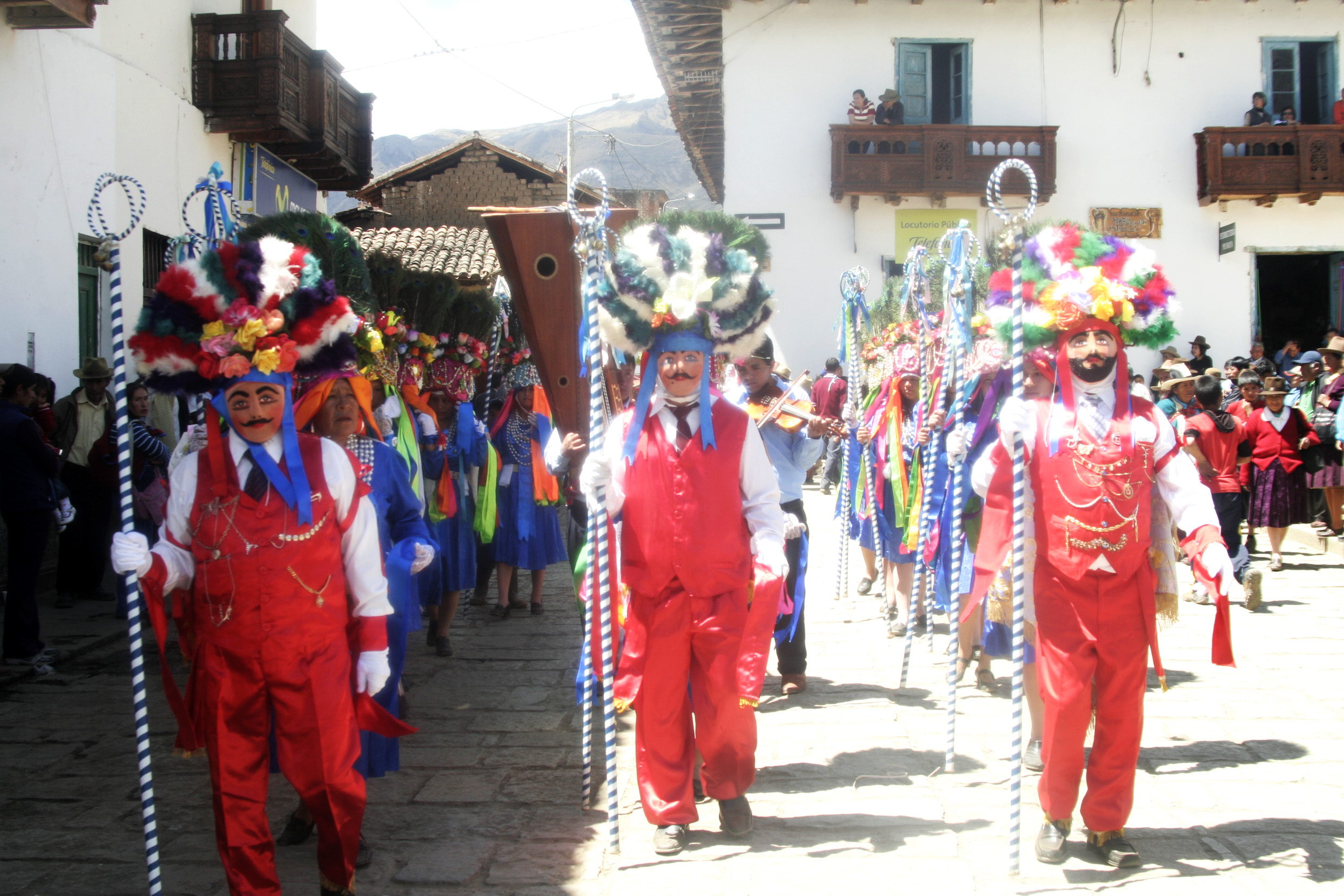
Danzantes durante la Fiesta de Mama Ashu de Chacas.

El anti o anti runa, es una danza ritual de origen inca originaria del Distrito de Chacas en la Provincia de Asunción, del departamento peruano de Áncash. Es ejecutada por tres hombres y nueve mujeres, cuyo marco musical es provisto por dos músicos con violín y arpa.

## Atuendos
Los danzantes varones llevan las mismas vestimentas con monterillas, máscaras y una vara con cascabeles de 2 metros de alto; las bailarinas por otra parte, muestran una gran monterilla de forma cilíndrica confeccionada de plumas de pavo real, un vestido azul, rojo o guinda, muchos collares y una vara de la longitud antes descrita, que van golpeando contra el suelo;al ritmo del arpa y Violín, 

## Cantos
Cánticos de veneración a la virgen o santo. El primer verso es llamado "Iglesia", otro verso cuando se acompaña en procesión es "Calle" y cuando se hace la entrega del cargo o se visita a los alférez denominado "Saca chicha".